# Перелётов, Валентин Сергеевич
Валентин Сергеевич Перелётов (16 июля 1918, Москва — 29 ноября 1979, там же) — советский художник по костюмам, работавший в театрах Москвы и на киностудии «Мосфильм». Член Московского отделения Союза кинематографистов СССР.

## Биография

### Творчество
Художник начинал свою работу с оформления спектаклей. В сезон 1948—1949 г. в Малом театре создал костюмы к драме Н. Е. Вирты «Заговор обречённых». Трудился сначала в театрах Москвы, а затем преимущественно на киностудии: «Мосфильм» (1947—1979). С 1949-го вместе с художником В. П. Каплуновским создавал эскизы костюмов для фильмов «Падение Берлина» и «Незабываемый 1919-й». В 1958 году — художник фильма по костюмам «Дело „Пёстрых“» и др. Авторские работы художника находятся в региональных музеях, а также в частных коллекциях России. Любимый автор: А. С. Грин. Обладал великолепным даром рассказчика и владел искусством порождения искромётного юмора в непосредственном общении. Проживал на Мосфильмовской улице. Двоюродной сестрой была Анна Додонова.

### Память
Похоронен на Ваганьковском кладбище, участок № 13.

## Фильмография

### Художник по костюмам
Данный перечень — не исчерпывающий:
- 1947 — Русский вопрос (совместно с Шелли Быховской, Юрием Волчанецким).
- 1948 — Суд чести
- 1949 — Падение Берлина
- 1950 — Секретная миссия
- 1951 — Спортивная честь
- 1952 — Незабываемый 1919
- 1953 — Арена смелых (совместно с В. П. Щербаком)
- 1954 — Испытание верности
- 1954 — Я ничего не помню (совместно с В. В. Голиковым)
- 1955 — Первый эшелон
- 1955 — Ревизоры поневоле
- 1955 — Необыкновенное лето
- 1957 — Коммунист
- 1957 — Случай на шахте восемь
- 1958 — Жизнь прошла мимо
- 1958 — Дело «Пёстрых»
- 1958 — У тихой пристани
- 1959 — Заре навстречу
- 1959 — Золотой дом (совместно с А. И. Тиминым)
- 1961 — Взрослые дети
- 1961 — Подводная лодка
- 1961 — Чистое небо
- 1962 — Жертвы
- 1963 — Оптимистическая трагедия
- 1963 — Тишина
- 1964 — Жили-были старик со старухой
- 1964 — Пядь земли
- 1964 — Хоккеисты
- 1965 — Дети Дон Кихота
- 1968 — Щит и меч
- 1970 — Конец атамана
- 1970 — Кремлёвские куранты
- 1970 — Сохранившие огонь
- 1971 — Джентльмены удачи
- 1971 — Смертельный враг
- 1973 — Высокое звание
- 1974 — Кыш и Двапортфеля
- 1975 — Победитель
- 1977 — Транссибирский экспресс
- 1977 — Схватка в пурге
- 1978 — Сдаётся квартира с ребёнком
- 1978 — История с метранпажем